# Gruoch de Escocia
Gruoch Ingen Boite fue la hija de Boite mac Cináeda, hijo de Kenneth III de Escocia. Las fechas de su vida no se saben con seguridad.
Antes de 1032 Gruoch se casó con Gille Coemgáin mac Maíl Brigti, Mormaer de Moray, con quien tuvo al menos un hijo, Lulach mac Gille Coemgáin, más tarde rey de los escoceses. Gille Coemgáin fue asesinado en 1032, quemado en una sala junto con cincuenta personas. El segundo matrimonio de Gruoch fue con el rey Mac Bethad, de nuevo la fecha no está documentada. No se conocen hijos de este matrimonio.
Gruoch es mencionada con Boite y también con Mac Bethad en cartas que concedían al monasterio culdee en Loch Leven. La fecha de su muerte se desconoce.
Sirvió como modelo para el personaje de Lady Macbeth en la obra de William Shakespeare Macbeth. Una versión un poco más apropiada de Gruoch apareció en la serie de televisión animada Gárgolas.
| Predecesor: Suthen | Reina Consorte de Escocia h. 1040 - 1057 | Sucesor: Ingibiorg Finnsdóttir |